# Міноксидил
Міноксидил (англ. Minoxidil, лат. Minoxidilum) — синтетичний лікарський препарат, який є похідним піримідину і піперидину. Міноксидил застосовується перорально та місцево. Міноксидил початково розроблений як антигіпертензивний препарат, проте пізніше виявлено його активуючу дію на ріст волосся, унаслідок чого він натепер застосовується переважно при облисінні.

## Історія

### Початкове застосування
Міноксидил синтезований у кінці 1950-х у лабораторії компанії «Upjohn» (яка пізніше стала частиною компанії «Pfizer») для лікування виразкової хвороби. Проте дослідження на собаках показали, що міноксидил неефективний для лікування виразкової хвороби, проте він є ефективним судинорозширюючим засобом. «Upjohn» синтезувала близько 200 варіантів речовини, у тому числі й з формулою, розробленою в 1963 році, яка отримала назву міноксидил. Ця речовина виявилась ефективною для лікування підвищеного артеріального тиску, і в 1979 році Управління з санітарного нагляду за якістю харчових продуктів та медикаментів США схвалило міноксидил саме як препарат для лікування артеріальної гіпертензії у вигляді таблеток під торговою маркою «Лонітен».

### Застосування для росту волосся
Після того, як «Upjohn» отримала схвалення Управління з санітарного нагляду за якістю харчових продуктів та медикаментів на тестування нового лікарського засобу, компанія звернулась до доктора медицини з Університету Колорадо Чарлза А. Чідсея, який провів два дослідження препарату, у другому з яких при застосуванні препарату спостерігався несподіваний побічний ефект у вигляді росту волосся. Для роз'яснення цього явища Чідсей звернувся до доктора медицини з дерматологічної клініки цього ж університету Гюнтера Кана. Чідсей відразу ж зробив висновок, що міноксидил може застосовуватися для лікування облисіння. Гюнтер Кан разом із своїм колегою Полом Грантом отримали у своє розпорядження міноксидил, та розпочали власне дослідження його дії, при цьому вони не повідомили про це ні Чідсея, ні компанію «Upjohn» про проведення досліджень. Дерматологи проводили дослідження з 1 % розчином міноксидилу, який змішували із спиртовмісними рідинами. Кан і Грант зробили спробу запатентувати міноксидил для лікування облисіння, проте дізналися, що компанія «Upjohn» уже отримала такий патент. Після тривалої судової суперечки між Каном і компанією «Upjohn» прізище Кана додали в патент на міноксидил у 1986 році, і Кан з Грантом отримали роялті. Вплив міноксидилу на ріст волосся був настільки очевидним, що американські терапевти у 80-х роках ХХ століття часто виписували своїм пацієнтам «Лонітен» для лікування облисіння, незважаючи на відсутність офіційного схвалення щодо застосування препарату за цим показом.
У грудні 1985 року компанія «Upjohn» представила FDA результати досліджень лікування більш ніж 1800 пацієнтів від облисіння 2 % розчином міноксидилу в різних дерматологічних клініках США. У квітні 1986 року результати цього дослідження офіційно опублікували зі схвальними висновками щодо препарату. 18 серпня 1988 року FDA схвалило міноксидил для лікування облисіння в чоловіків під торговою маркою «Рогейн» (англ. Rogaine). FDA відхилила початкову назву для міноксидила за новими показами «Рігейн» (англ. Regaine), оскільки ця назва англійською мовою означає «Відновлення», що на думку агентства може вводити в оману споживачів препарату (за межами США препарат усе ж таки продається під торговою маркою «Рігейн»). Згідно офіційного висновку FDA, що, хоча й препарат не допоміг усім пацієнтам, проте за результатами дослідження встановлено, що в 39 % чоловіків, які брали участь у дослідженні, спостерігався підвищений ріст волосся на голові від середнього до сильного. У 1991 році міноксидил схвалений для лікування облисіння у жінок.
12 лютого 1996 року FDA одночасно змінило статус міноксидилу при застосуванні від облисіння з рецептурного на безрецептурний, а також схвалило випуск дженериків міноксидилу у зв'язку із закінченням терміну дії патенту. Компанія «Upjohn» зреагувала на це зниженням цін у два рази (у відношенні до рецептурного препарату), а також випуском більш сильного (5 %) препарату в 1997 році. У 1998 році 5 % розчин міноксидилу «Rogaine Extra Strength» для чоловіків схвалений для безрецептурного застосування.
Дослідження, яке проводилось у 1999 році, показало, що міноксидил призводить до потемніння пушкового волосся на тілі, підвищеного росту волосся, а в деяких випадках і до значного посилення росту волосся. Після припинення прийому препарату у деяких випадках спостерігалось відновлення випадіння волосся із поверненням стану волосяного покриву голови до початкового перед лікуванням протягом 30—60 діб. при відновленні застосування міноксидилу його ефект знижується.
У 2006 році компанія «Johnson & Johnson», яка викупила бренд «Rogaine» у «Pfizer», представила міксидил для чоловіків у вигляді піни, який позиціонується компанією як повсякденний косметичний засіб, поряд із зубною пастою, шампунем та піною для бриття, а в 2015 році «Johnson & Johnson» представила 5 % міноксидил для жінок у формі муссу. який достатньо наносити на волосся не два рази на добу. а лише раз.

## Фармакологічні властивості
Механізм дії, за рахунок якого міноксидил посилює ріст волосся, повністю не вивчений. Міноксидил містить оксид азоту — хімічну функціональну групу азоту, тому він може мати властивості агоністів рецепторів оксиду азоту. Окрім того, міноксидил за рахунок дії на калієві канали спричинює гіперполяризацію клітинних мембран. Міноксидил також стимулює фермент циклооксигеназу-2, як прямо сприяє збільшенню експресії гену VEGF, а також непрямо сприяє збільшенню його експресії шляхом відкриття кальцієвих каналів та збільшенню кількості кальцію в клітинах. Міноксидил також стимулює проліферацію клітин волосяних фолікулів та кератиноцитів. Міноксидил менш ефективний при більшій площі випадіння волосся, і, окрім цього, його ефективність зареєстрована переважно в молодих чоловіків із втратою волосся менш ніж 5 років. Міноксидил більш ефективний при випадінні волосся у тім'яній ділянці. Ефективність міноксидилу є нижчою при наявності запального процесу в ділянці волосяних фолікулів. Ефективність міноксидилу стає помітному при його тривалому застосуванні (від 3 місяців до року). Міноксидил більш ефективніший в осіб із високою активністю сульфотрансфераз, особливо в епідермісі та корінні волосся.
Як антигіпертензивний препарат міноксидил знижує артеріальний тиск унаслідок селективної дії на гладенькі м'язи периферичних артерій, унаслідок чого проходить дилятація судин і спричинене нею зниження артеріального тиску. Унаслідок зниження периферичного опору судин при застосуванні міноксидилу спостерігається збільшення серцевого викиду, затримка в організмі натрію та води, підвищення активності реніну в плазмі крові. Міноксидил не має прямого стимулюючого впливу на серце, і при його застосуванні не спостерігається збільшення виведення електролітів із сечею. Міноксидил також стимулює збільшення легеневого кровотоку, проте при його застосуванні не спостерігається збільшення тиску в легеневій артерії. При застосуванні міноксидилу не спостерігається ортостатичної гіпотензії. Усі побічні ефекти міноксидилу усуваються одночасним призначенням діуретиків або бета-блокаторів.

### Фармакокінетика
Міноксидил швидко і добре всмоктується після перорального застосування, біодоступність препарату при пероральному застосуванні становить 95 %, при місцевому застосуванні біодоступність становить 4,5 %. Максимальна концентрація препарату в крові досягається протягом 1 години. Міноксидил не зв'язується з білками плазми крові, не проникає через гематоенцефалічний бар'єр. Міноксидил проникає через плацентарний бар'єр та в грудне молоко. Препарат метаболізується у печінці. Виводиться міноксидил із організму переважно з сечею, у вигляді метаболітів. Період напіввиведення препарату становить у середньому 4,2 години, цей час може збільшуватися при порушеннях функції печінки або нирок.

## Побічна дія
Міноксидил при місцевому застосуванні, як правило, добре переноситься. Із побічних явищ при його зовнішньому застосуванні найчастіше спостерігаються подразнення або припікання в очах, почервоніння або подразнення обробленої препаратом ділянки шкіри, а також небажаний ріст волосся на інших ділянках шкіри. Етиловий спирт та пропіленгліколь можуть спричинити появу лупи і контактного дерматиту. Деякі виробники міноксидилу застосовують ліпідні наносоми замість етилового спирту і пропіленгліколю для зменшення ризику розвитку контактного дерматиту. На початку застосування міноксидилу спостерігається посилення випадіння волосся, що пояснюється входженням різних ділянок волосся у різні фази росту волосся у різний час. Вкрай рідко при застосуванні міноксидилу спостерігаються системні побічні ефекти, зокрема шкірний висип, кропив'янка, затруднення дихання, біль у грудній клітці, набряк обличчя, губ або язика, запаморочення, непритомність, тахікардія, збільшення ваги тіла, набряк кінцівок. При застосуванні міноксидилу перорально можуть спостерігатися набряк обличчя або кінцівок, серцебиття, аритмія, запаморочення, ураження міокарду (в тому числі некроз папілярних м'язів), ексудативний перикардит (включно із тампонадою серця), нудота, блювання, тромбоцитопенія, лейкопенія, зниження гостроти зору, розлади статевої функції.
Міноксидил є дуже токсичним для котів, і може стати причиною їх смерті внаслідок контакту препарату навіть із шерстю тварини.

## Застосування
Міноксидил для лікування облисіння рекомендовано застосовувати двічі на добу. Для отримання ефекту необхідне тривале застосування препарату, перші результати якого можна оцінити за 2—3 місяці. Міноксидил стимулює волосяні фолікули та ріст волосся, проте не впливає на причини розвитку андрогенної алопеції, які є наслідком пошкоджуючого впливу на волосяні фолікули активної форми чоловічого статевого гормону тестостерону — дигідротестостерону, який утворюється під впливом ферменту 5-альфа-редуктази, який міститься у волосяних фолікулах. Після припинення лікування міноксидилом відновлюється дія дигідротестостерону та 5-альфа-редуктази на волосяний фолікул. Дигідротестостерон, проникаючи в клітини фолікулів, спричинює їх дистрофію та, відповідно, дистрофію волосся, яке виростає з цих фолікулів. Волосся на голові залишаються, проте воно стає тонким, коротким, втрачає колір та вже не може прикрити шкіру голови — утворюється лисина. За 10—12 років після випадіння волосся устя фолікулів заростають сполучною тканиною, і після цього унеможливлюється ріст навіть пушкового волосся.

## Форми випуску
Міноксидил випускається у вигляді таблеток по 0,0025 і 0,01 г; а також у вигляді 2 % і 5 % лосьонів, шампунів, спреїв, піни та розчинів для зовнішнього застосування.